# Сем'якін Михайло Костянтинович
Миха́йло Костянти́нович Сем'я́кін (рос. Михаил Константинович Семякин; 20 січня (1 лютого) 1847 — 17 (29) травня 1902) — державний діяч Російської імперії, дійсний статський радник, генерал-майор (від 1896 року), подільський (1896—1901), потім могильовський (1901—1902) губернатор.

## Біографічні відомості
Походив з дворян Херсонської губернії. Син генерала від інфантерії Костянтина Романовича Сем'якіна (1802—1867) від шлюбу з Оленою Костянтинівною Катаказі (1814—1867). По матері був онуком бессарабського цивільного губернатора Костянтина Катаказі.   
Закінчив Пажеський Його Величності корпус. В 1855 році призначений пажем при Височайшому Дворі, в 1863 році — камер-пажем. Розпочав службу 12 червня 1863 року. 1 червня 1878 року став підполковником, 25 лютого 1883 року — полковником, 10 квітня 1896 року — генерал-майором.
Був командиром 94-го піхотного Єнісейського полку — від 21 вересня 1892 року до 30 серпня 1894 року.
Від 9(21) квітня 1896 року до 9(21) лютого 1901 року був подільським губернатором. Був президенетом Кам'янець-Подільського товариства скачок і кінського бігу (віце-президентом була княгиня Ганна Михайлівна Хілкова) .
Далі, від 18 лютого (2 березня) 1901 року до 17(29) травня 1902 року, був могильовським губернатором.
Нагороджено: 1889 року — орденом святого Станіслава другого ступеня, 1894 року — орденом святої Анни другого ступеня, 1899 року — орденом святого Володимира третього ступеня.